# Свита СС

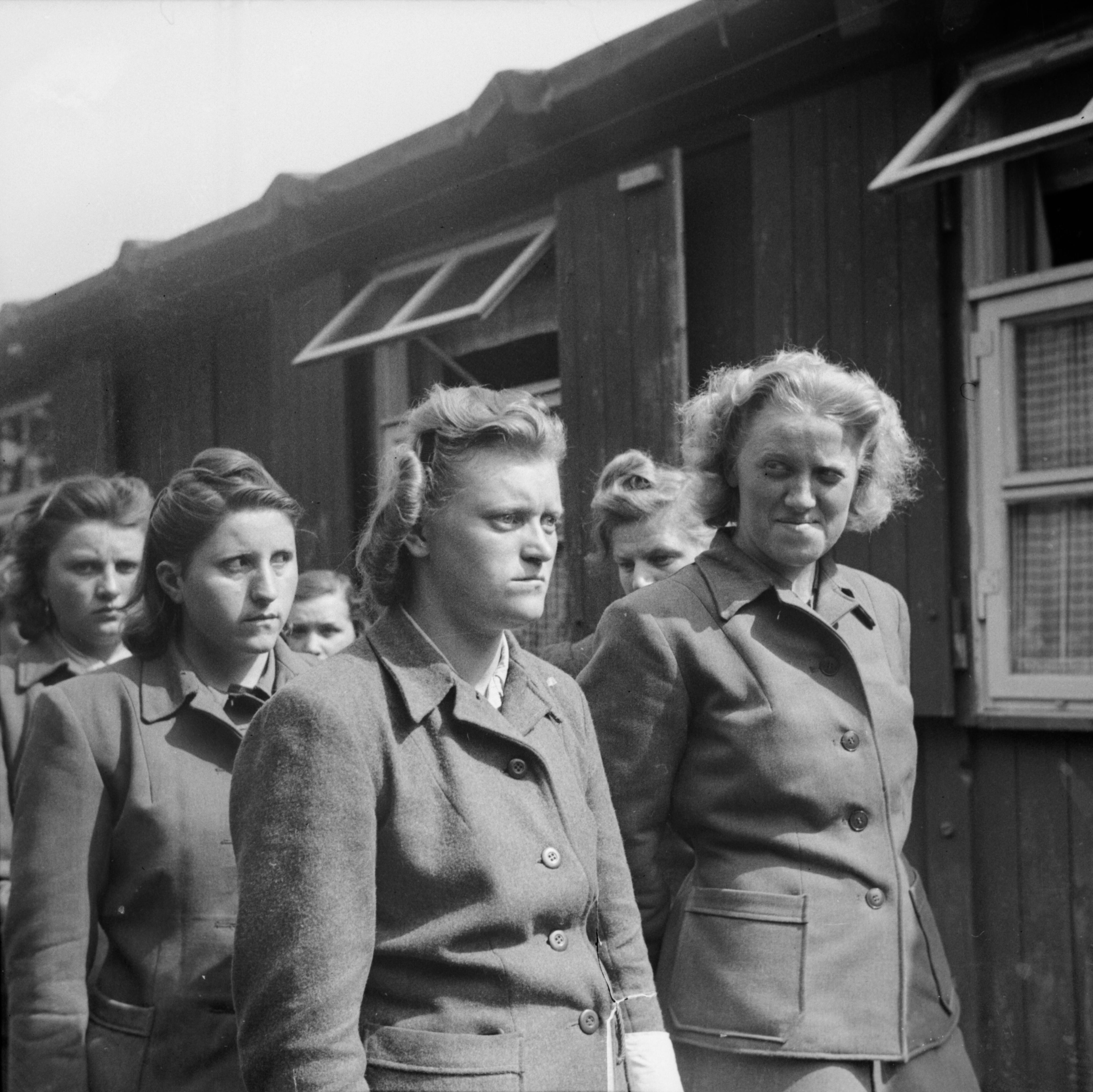
Наглядачки концтабору Берген-Бельзен під час звільнення табору (19 квітня 1945). Зліва направо — Гільдеґард Канбах, Магдалена Кессель, Ірен Гашке, Елізабет Фолькенрат (видно половину обличчя) і Герта Боте.

Свита СС (нім. SS-Gefolge) — допоміжний жіночий персонал СС. Жінки не могли бути членами СС. Зв'язкові і штабні помічниці, які обслуговували в окупованих областях радіо-, телефонні і телетайпні установки, отримували у військах СС і поліцейських управліннях різного роду керівні і допоміжні посади. Вони утворювали найбільшу частину жіночого допоміжного персоналу СС. Медсестри, рекрутовані Об'єднанням німецьких сестер Рейху (нім. Reichsbund Deutscher Schwestern), також належали до свити СС. Вони отримували у фронтових шпиталях навіть при СС і поліцейських частинах медичні посади, однак їх використовували також в лазаретах концентраційних таборів. Не ясно, чи належали до свити СС жінки-лікарі, що служили при СС. Члени свити СС перебували під юрисдикцією СС.

## Свита СС в концентраційних таборах
Наглядачки в концтаборах також зараховувалися до свити СС.
До середини січня 1945 року разом з приблизно 37 тисячами чоловіків в концентраційних таборах служило 3500 жінок. Взагалі в мізерній літературі, присвяченій цій темі, йдеться про приблизно 10 % жінок серед персоналу концтаборів. У концтаборі Аушвіц з травня 1940 по січень 1945 разом з 8000 есесівців-чоловіків служили лише 200 наглядачок. Разом з тим з перетворенням концтабору Ліхтенбург в концтабір для жінок в грудні 1937 року вперше виникла потреба в наглядачках. Ця потреба зростала в міру збільшення кількості жіночих концтаборів, таких як Равенсбрюк (1939), жіночий концтабір Аушвіц ІІ Біркенау (1942), Маутгаузен (1943) і Берген-Бельзен (1944).
Чоловічому особовому складу СС доступ в жіночі табори був закритий, вони були зайняті тільки в зовнішній охороні. Комендант табору, лікарі, а також командири охорони і робочої служби могли входити в табір, як правило, лише в супроводі жіночого персоналу табору.

### Старша наглядачка (нім.Oberaufseherin)
Посада старшої наглядачки була найвищою, якої могла досягти наглядачка зі свити СС в концентраційному таборі. Вона належала до персоналу комендатури і її посаду можна порівняти з начальником підрозділу табірної охорони, хоча формально вона була йому підпорядкована. Її обов'язком було організаційне та практичне керівництво жіночим персоналом СС в таборі.
Підлеглий їй жіночий персонал табору звертався до неї з так званими повідомленнями і старша наглядачка приймала рішення, яке покарання застосувати до в'язня. Комендант табору втручався в цей процес лише в особливих випадках.
Перша наглядачка мала аналогічні функції в зовнішньому таборі, але була по рангу нижче старшої наглядачки.

### Начальниця рапорту (нім.Rapportführerin)
Начальниці рапорту були підпорядковані безпосередньо старшій наглядачці і пов'язували з нею табір.

### Начальниця блоку (нім.Blockführerinnen)
Начальниці блоку вибиралися старшою наглядачкою з наглядачок, повсякденно були в таборі і були відповідальні за проведення побудов, виділення людей в робочі команди, вибір керівників блоку (що відповідають за окремі блоки) і виконувачів обов'язки в'язнів.

### Наглядачка (нім.Aufseherin)
Наглядачки утворювали останню ланку ланцюга. Старша наглядачка формувала з них робочі колони, а керівники блоків давали їм завдання. Поряд із завданнями з нагляду їм давалися пости на табірній кухні, в сховище речей ув'язнених і в карцері.

### Начальниці робочої служби (нім.Arbeitsdienstführerinnen)
Начальниці робочої служби відповідали за організацію трудового використання в'язнів і нагляд за ним. Їх обов'язком було вирішувати, які саме ув'язнені виділяються в конкретні робочі команди. Начальниці роботи були підпорядковані начальниці команди (Kommandoführerin), які відповідали за окремі робочі команди.

## Набір наглядачок
Жінки могли добровільно вступити на службу в концентраційний табір. Ця можливість використовувалася проте лише частково, хоча винагороду було непоганим (оклад 105 рейхсмарок і 35 рейхсмарок за переробку). Перевага віддавалася «соціально компетентним» або з досвідом догляду жінкам, які не мали кримінальних або адміністративних стягнень. Крім того, від кандидаток потрібно фізичне здоров'я, політична благонадійність і вік від 21 до 45 років. Кандидатки надавали поліцейську виписку, біографію, фотографію, довідку про здоров'я, а також напрямок відповідальної служби зайнятості. [4]
Майбутні наглядачки отримували наступний текст від коменданта табору:
«На підставі того, що Ви бажаєте отримати роботу наглядачки, ми коротко повідомляємо Вам, які завдання Ви повинні будете виконувати. У концтаборі Равенсбрюк ув'язнені жінки, які вчинили будь-які проступки проти народу і ізольовані, щоб уникнути заподіяння подальшої шкоди. За цими жінками необхідний нагляд при їх роботі всередині і зовні табору. Для цієї роботи Вам не потрібно ніяких професійних знань, оскільки мова йде лише про спостереження за в'язнями. Наглядачки є службовцями Рейху і їх праця оплачується згідно з тарифною сіткою службовців. […] Службова уніформа, а також частково нижня білизна — буде надана Вам безкоштовно. При відповідній схильності і діяльності, є можливість отримати посаду начальниці табору в одному з зовнішніх таборів концтабору Равенсбрюк.»
Служба зайнятості при вербуванні за допомогою оголошень в газетах і бесід з безробітними жінками називала цю роботу «пов'язаною з фізичною напругою лише умовно» і «легкою охоронною діяльністю». Однак, оскільки потреба в наглядачках постійно росла, вже з 1940 року жінок зобов'язали працювати в концентраційних таборах, а з січня 1942 року — за допомогою «Розпорядження про повідомлення чоловіків і жінок про завдання захисту Рейху». Завдяки цим заходам наглядачками часто ставали неодружені безробітні жінки. Нарешті жінки залучались до наглядацької діяльності і в оборонній промисловості, оскільки дешева робоча сила з концтаборів могла використовуватися в оборонній промисловості тільки в присутності «навченого» персоналу. Жінки, які стали наглядачками, таким чином, проходили відповідне навчання і поверталися на своє колишнє робоче місце.

### Навчання, правила поведінки і місця використання
В цілому 3500 жінок пройшли оплачене державою навчання як наглядачки з 1942 по 1945 рік у жіночому концтаборі Равенсбрюк. Зазвичай коротке (до чотирьох тижнів) навчання охоплювало поряд із загальним, також практичні і теоретичні основи, в зв'язку з керуванням табором і в'язнями. Після успішно закінченого навчання жінки проходили тримісячний випробувальний термін на місці майбутньої роботи, після якого офіційно ставали наглядачками. Згодом їх розподіляли по концентраційних таборах, де вони виконували різну роботу. Щоб не допустити особистий контакт з в'язнями, останні повинні були звертатися до наглядачок не на ім'я або прізвище, а тільки «пані наглядачка». Дисциплінарні проступки, такі як крадіжка, панібратство з ув'язненими, неуважність тощо, з боку наглядачки могли бути покарані арештом, переведенням і навіть повним звільненням з табірної служби.

### Екіпірування

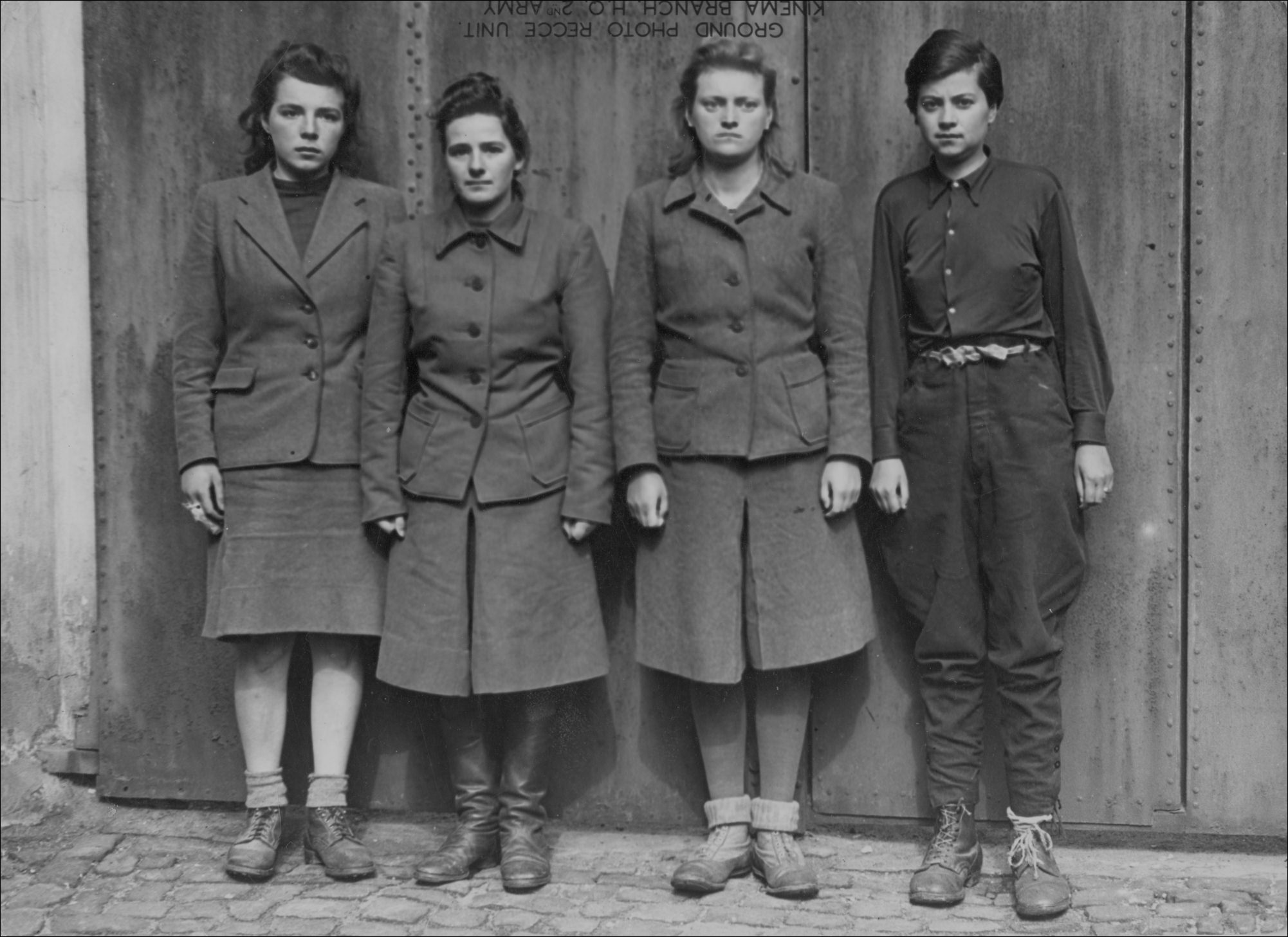
Наглядачки концтабору Берген-Бельзен після арешту. Зліва направо — Марта Лебельт, Гертруд Райнгольд, Ірен Гашке і Аннеліза Кольманн. Всі, крім Кольманн, одягнені в форму наглядачок.

Наглядачкам надавалося екіпірування й обмундирування. З 1940 року для наглядачок була введена форма без емблем СС, що складалася з сірого костюма і пілотки. Поряд з уніформою екіпірування включало в себе шкіряні чоботи, палиці для биття і частково — батоги або вогнепальну зброю. Деякі наглядачки мали при собі службових собак.

## Покарання і знущання
Довільні знущання і причіпки до ув'язнених були санкціоновані, хоч і порівняно м'які. При втечах і нападах наглядачки мали право застосовувати зброю. Так звані дисциплінарні розпорядки повинні були запобігти свавіллю і передбачалися тільки при порушенні правил в'язнями нормовані покарання, такі як позбавлення їжі, стояння годинами, переведення в штрафну команду, вивід в карцер і темний карцер, а також фізичні покарання. Проте знущання з в'язнів були нормою. Наприклад, при найменшому проступку або просто за бажанням в'язнів цькували собаками або катували.

## Відомі наглядачки
- Дженні-Ванда Баркман
- Елізабет Беккер
- Ерна Байгардт
- Еріка Бергманн
- Джейн Бернігау

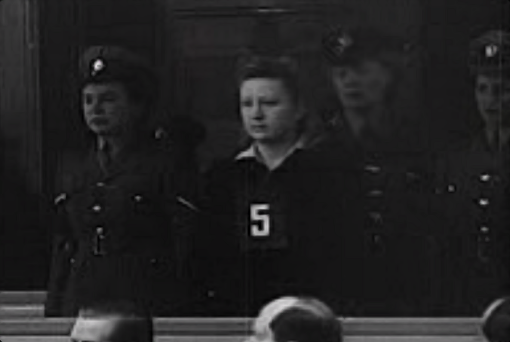
Доротея Бінц
- Грета Безель
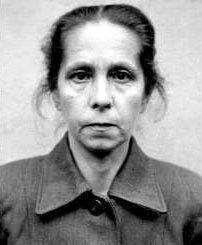
Йоганна Борман
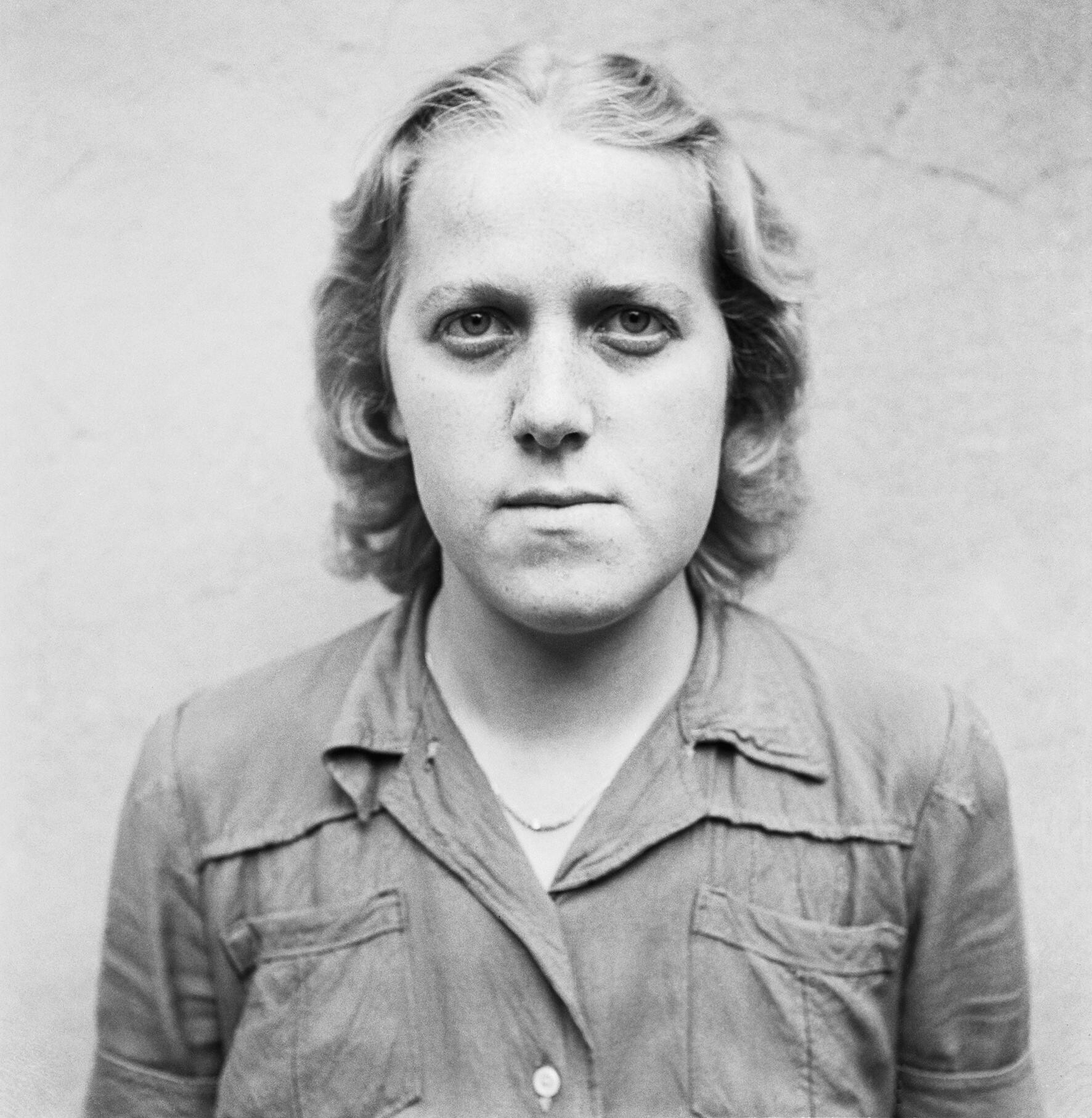
Герта Боте
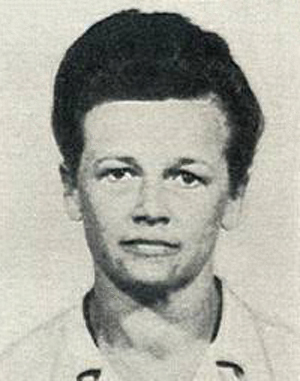
Тереза Брандль
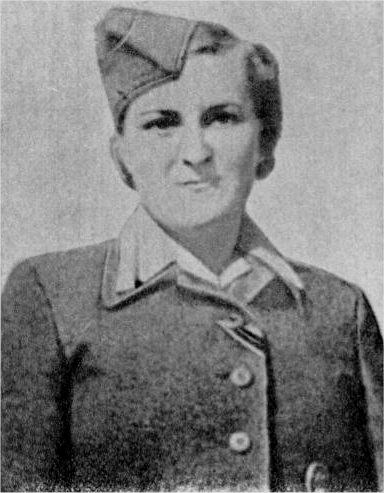
Герміна Браунштайнер
- Ерна Валліш
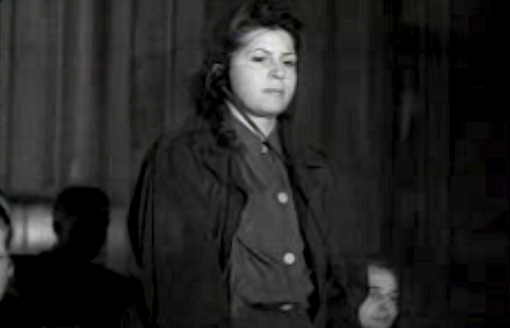
Луїза Данц
- Марго Дрешель
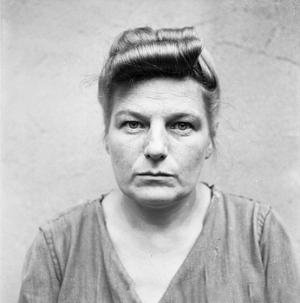
Герта Елерт
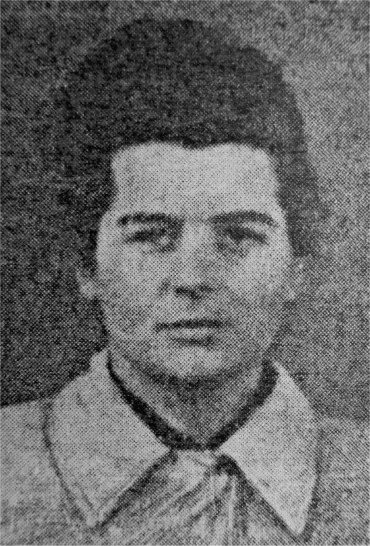
Ельза Еріх
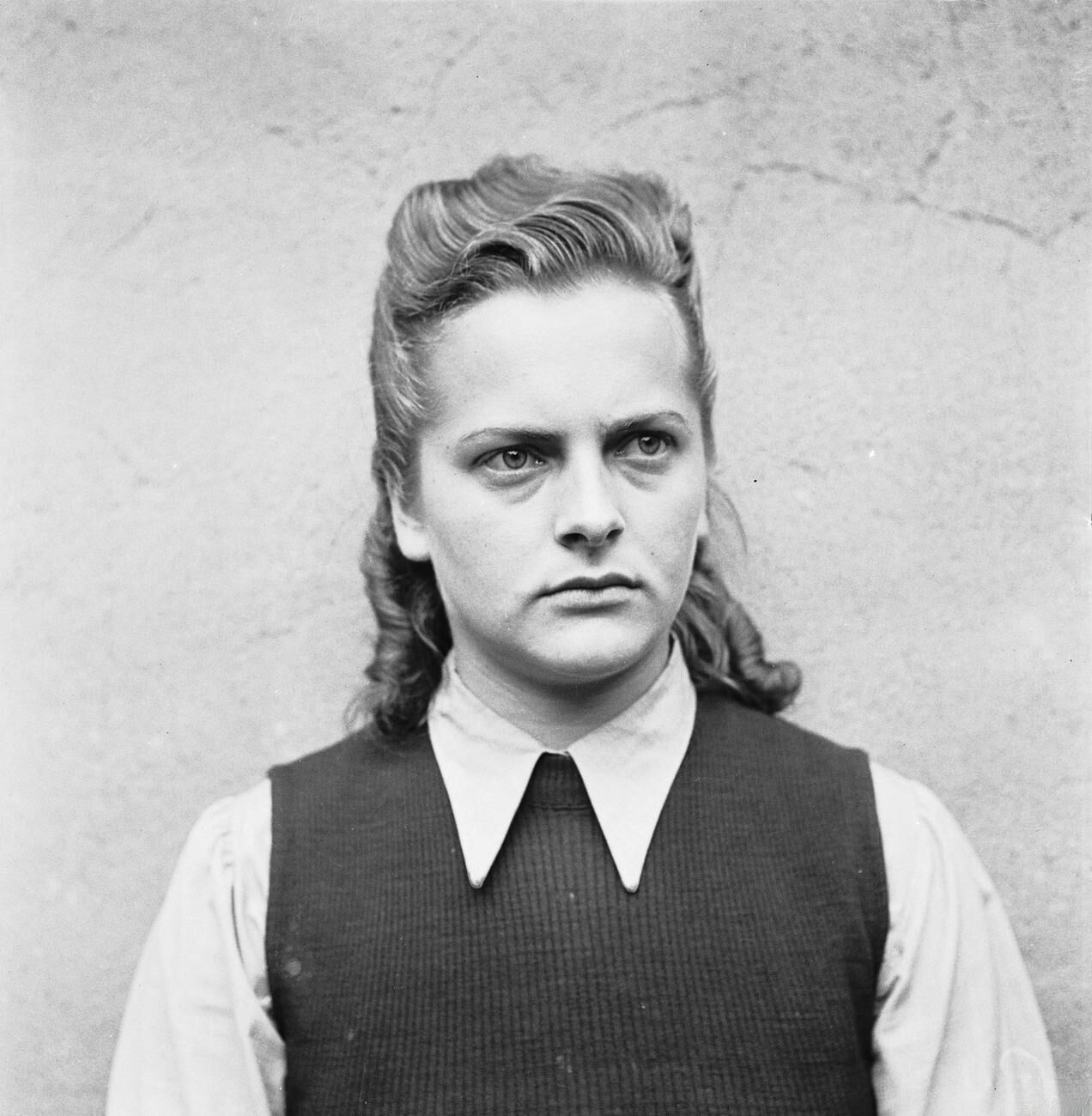
Ірма Грезе
- Марта Гааке
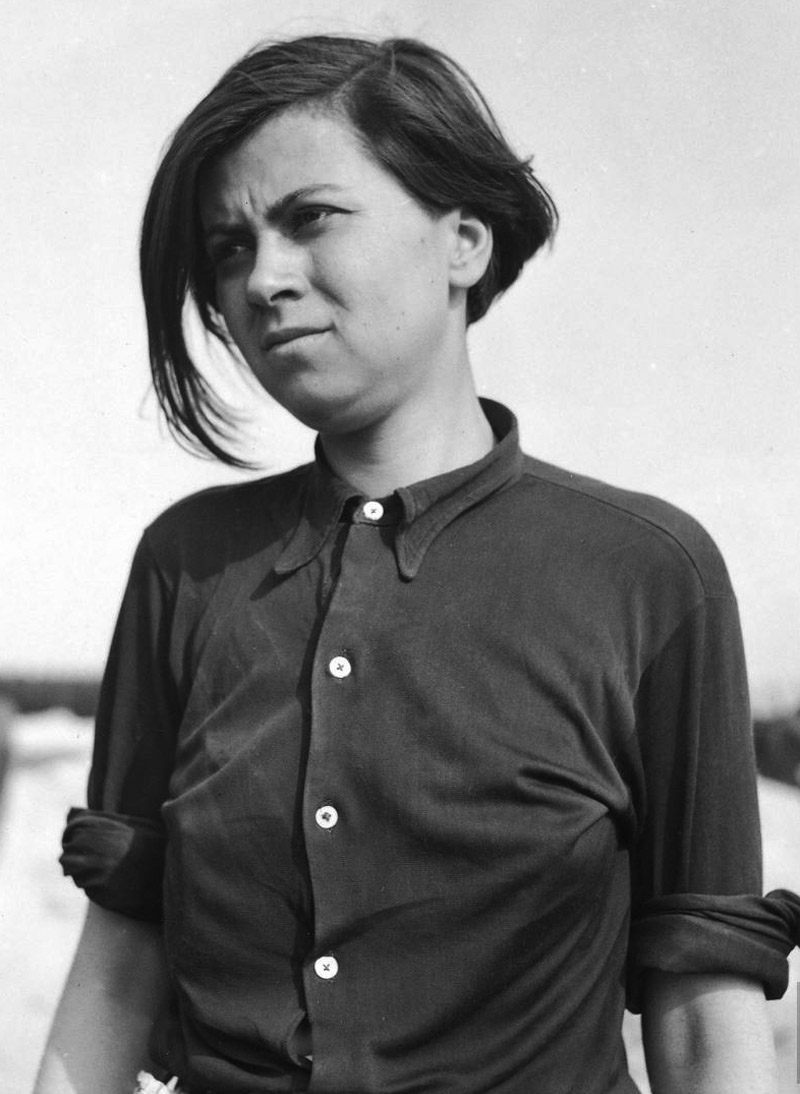
Аннеліза Колльманн
- Лізбет Кжок
Гільдеґард Лехерт
- Йоганна Лангефельд
- Елізабет Люпка
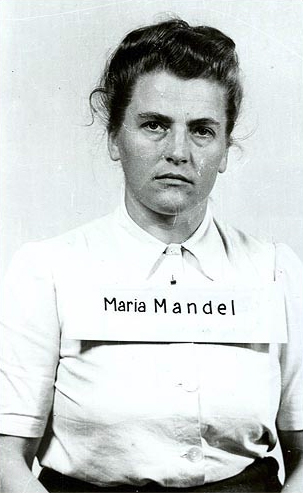
Марія Мандль
- Елізабет Маршалл
- Маргарита Мевес
- Ельфріда Монеке
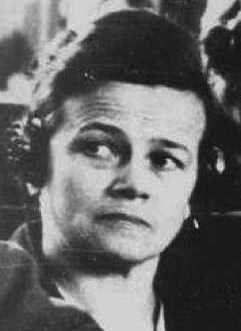
Рут Нойдек
Гільдеґард Нойманн
Аліса Орловскі

- Ева Парадіз
- Маргарита Рабе
- Гертруд Рабештайн
- Ельфріда Рінкель
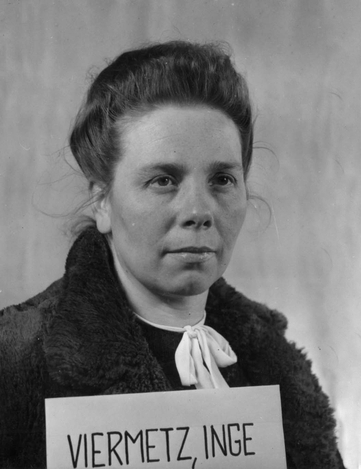
Інга Фірмец
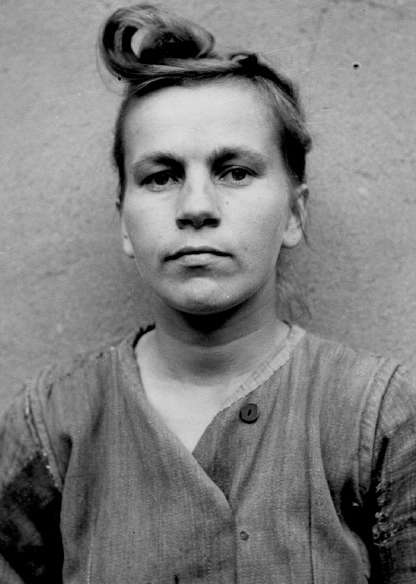
Елізабет Фолькенрат
- Емма Ціммер
- Іда Шрайтер
- Ґерда Штайнгоф
- Марія Штромбергер

- Доротея Бінц
- Йоганна Борман
- Герта Боте
- Тереза Брандль
- Герміна Браунштайнер
- Луїза Данц
- Герта Елерт
- Ельза Еріх
- Ірма Грезе
- Аннеліза Кольманн
- Гільдеґард Лехерт
- Марія Мандль
- Рут Нойдек
- Гільдеґард Нойманн
- Аліса Орловскі
- Інга Фірмец
- Елізабет Фолькенрат